# Djamaa el Kebir
La Gran Mezquita de Argel (en árabe: الجامع الكبير‎, Jamaa-el-Kebir o Djama'a al-Kebir, lit. «Gran Mezquita») es una mezquita en Argel, Argelia, situada muy cerca del puerto de dicha ciudad.
Una inscripción en el minbar (منبر) da fe de que la mezquita fue construida en 1097. También es conocida por otros nombres, como la Gran Mezquita de Alger, Djamaa al-Kebir, la Mezquita El Kebir y Jami Masjid. Es uno de los pocos ejemplos restantes de la arquitectura almorávide. Es la mezquita más antigua de Argel y se dice que es también la de Argelia, después de la mezquita de Sidi Okba. Fue construida bajo el mandato del sultán Alí ibn Yúsuf. Su minarete data de 1332 —1324 en algunas fuentes— y fue construida por orden del sultán Ziyyanid del Reino ziyánida de Tlemecén. La galería en el exterior de la mezquita fue edificada en 1840, como consecuencia de una reconstrucción completa de la calle por parte de los franceses.

## Geografía
La Gran Mezquita se encuentra en la parte noreste de la ciudad en el área histórica de la Casba de Argel cerca del puerto, al lado de la Cámara de Comercio. Anteriormente, la mezquita estaba situada en la Rue de la Marine en Argel durante el dominio colonial francés de Argelia, que era entonces, la calle de entrada al puerto. La Rue de la Marine ya no existe y ha sido cambiada por la Rue d'Angkor y el Bulevard de Ernesto Guevara y en la zona de la mezquita por un camino de bifurcación llamado Rue Saadi et Mokhtar Ben Hafidh, en el que ahora se encuentra. La mezquita tiene un pórtico reordenado de columnas y arcos polilobulados que fueron construidos al comienzo del período colonial. Estos preceden a la fachada de la mezquita, como consecuencia de la reordenación de las calles de la zona.

## Características arquitectónicas

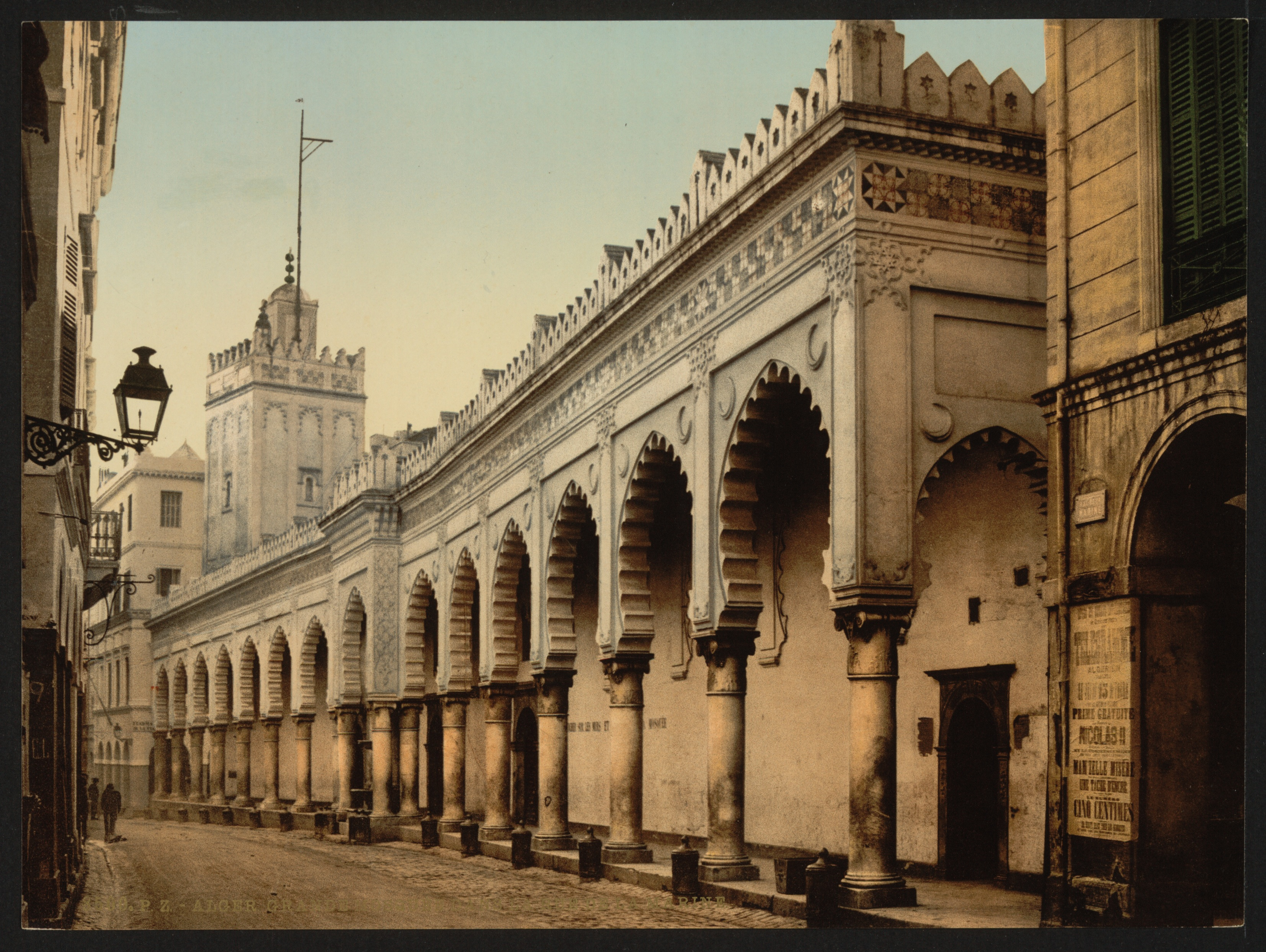
Gran Mezquita de Argel (1899)

La mezquita tiene un patio rectangular de 38 × 46 metros en una cuadrícula de 9 × 11. Los lados estrechos del rectángulo —con un ancho mayor que la profundidad perpendicular— tienen una galería. Este diseño se ha replicado en muchas estructuras religiosas, por ejemplo, la mezquita al-Aqsa Magreb en Argelia. Mientras que la mezquita principal fue construida en 1097 (Hégira 490), según el mihrab, el minarete en la esquina noroeste fue una adición posterior —según una inscripción en su base—, en 1332, por el sultán Alí ibn Yúsuf. La galería que rodeaba la mezquita principal se añadió en 1840.
La sala de oración se subdivide en once naves sostenidas por pilares de mampostería encalados. Cada nave está coronada por un techo inclinado conocido como arcos moriscos. La sala de oración se alinea debajo de las cinco primeras de las nueve bahías que discurren paralelas al muro de la Alquibla.